# Pietro Pellegri
Pietro Pellegri (Genua, 17 maart 2001) is een Italiaans voetballer die doorgaans als aanvaller speelt. Hij tekende in januari 2018 een contract bij AS Monaco, dat circa €25.000.000,- voor hem betaalde aan Genoa CFC. In 2022 verkaste hij naar Torino. Pellegri maakte in 2020 zijn debuut voor het Italiaans elftal.

## Clubcarrière
Pellegri speelde in de jeugdopleiding van Genoa CFC. Hij maakte op 22 december 2016 op vijftienjarige leeftijd zijn debuut in de Serie A. Hij mocht van coach Ivan Jurić na 88 minuten invallen voor Tomás Rincón. De middenvelder was op dat moment 15 jaar en 280 dagen oud, even oud als Amedeo Amadei destijds. Pellegri mocht dat seizoen nog twee competitiewedstrijden spelen en maakte op 28 mei 2017 zijn eerste doelpunt. Hij bracht Genoa die dag op 0–1 tijdens een met 3–2 verloren competitiewedstrijd uit bij AS Roma.
Pellegri verruilde Genoa op 27 januari 2018 voor AS Monaco, de nummer vier van de Ligue 1 op dat moment. Het betaalde circa €25.000.000,- voor hem aan de Italiaanse club. Dat was het hoogste bedrag dat ooit werd neergelegd voor een zestienjarige.
Monaco verhuurde hem in 2021 aan AC Milan, maar hij kwam tot slechts 6 wedstrijden voor de Rossoneri. Hierna volgde een leenbeurt aan Torino, dat hem in juni 2022 definitief overnam. In augustus 2024 werd Pellegri verhuurd aan Empoli.

## Clubstatistieken
| Seizoen     | Club        | Competitie  | Competitie | Competitie | Competitie | Beker | Beker | Beker | Europa | Europa | Europa | Totaal | Totaal | Totaal |
| Seizoen     | Club        | Competitie  | Wed.       | Dlp.       | Ass.       | Wed.  | Dlp.  | Ass.  | Wed.   | Dlp.   | Ass.   | Wed.   | Dlp.   | Ass.   |
| ----------- | ----------- | ----------- | ---------- | ---------- | ---------- | ----- | ----- | ----- | ------ | ------ | ------ | ------ | ------ | ------ |
| 2016/17     | Genoa CFC   | Serie A     | 3          | 1          | 0          | 0     | 0     | 0     | —      | —      | —      | 3      | 1      | 0      |
| 2017/18     | Genoa CFC   | Serie A     | 6          | 2          | 0          | 1     | 0     | 0     | —      | —      | —      | 7      | 2      | 0      |
| Club Totaal | Club Totaal | Club Totaal | 9          | 3          | 0          | 1     | 0     | 0     | 0      | 0      | 0      | 10     | 3      | 0      |
| 2017/18     | AS Monaco   | Ligue 1     | 3          | 0          | 0          | 0     | 0     | 0     | —      | —      | —      | 3      | 0      | 0      |
| 2018/19     | AS Monaco   | Ligue 1     | 3          | 1          | 0          | 0     | 0     | 0     | —      | —      | —      | 3      | 1      | 0      |
| 2019/20     | AS Monaco   | Ligue 1     | 0          | 0          | 0          | 0     | 0     | 0     | —      | —      | —      | 0      | 0      | 0      |
| 2020/21     | AS Monaco   | Ligue 1     | 16         | 1          | 1          | 1     | 0     | 0     | —      | —      | —      | 17     | 1      | 1      |
| Club Totaal | Club Totaal | Club Totaal | 22         | 2          | 1          | 1     | 0     | 0     | 0      | 0      | 0      | 23     | 2      | 1      |
| 2021/22     | → AC Milan  | Serie A     | 6          | 0          | 0          | 0     | 0     | 0     | —      | —      | —      | 6      | 0      | 0      |
| Club Totaal | Club Totaal | Club Totaal | 6          | 0          | 0          | 0     | 0     | 0     | 0      | 0      | 0      | 6      | 0      | 0      |
| 2021/22     | → Torino FC | Serie A     | 9          | 1          | 0          | 0     | 0     | 0     | —      | —      | —      | 9      | 1      | 0      |
| 2022/23     | Torino FC   | Serie A     | 11         | 1          | 1          | 2     | 2     | 0     | —      | —      | —      | 13     | 3      | 1      |
| Club Totaal | Club Totaal | Club Totaal | 20         | 2          | 1          | 2     | 2     | 0     | 0      | 0      | 0      | 22     | 4      | 1      |
| TOTAAL      | TOTAAL      | TOTAAL      | 57         | 7          | 2          | 4     | 2     | 0     | 0      | 0      | 0      | 61     | 9      | 2      |

## Interlandcarrière
Pellegri kwam uit voor meerdere Italiaanse nationale jeugdelftallen. Hij maakte zijn debuut voor de A-selectie op 11 november 2020 in een vriendschappelijke wedstrijd tegen Estland.
| Interlands van Pietro Pellegri voor Italië | Interlands van Pietro Pellegri voor Italië | Interlands van Pietro Pellegri voor Italië | Interlands van Pietro Pellegri voor Italië | Interlands van Pietro Pellegri voor Italië | Interlands van Pietro Pellegri voor Italië | Interlands van Pietro Pellegri voor Italië |
| №                                          | Datum                                      | Wedstrijd                                  | Uitslag                                    | Competitie                                 | Dlp.                                       | Ass.                                       |
| Als speler bij AS Monaco                   | Als speler bij AS Monaco                   | Als speler bij AS Monaco                   | Als speler bij AS Monaco                   | Als speler bij AS Monaco                   | 0                                          | 0                                          |
| ------------------------------------------ | ------------------------------------------ | ------------------------------------------ | ------------------------------------------ | ------------------------------------------ | ------------------------------------------ | ------------------------------------------ |
| 1.                                         | 11 november 2020                           | Italië - Estland                           | 4 - 0                                      | Vriendschappelijk                          |                                            |                                            |